# Luca Casarini
Luca Casarini (Venezia, 8 maggio 1967) è un attivista italiano noto per essere stato uno dei leader del movimento no-global italiano.

## Biografia
Figlio di operai, ha trascorso l'infanzia a Carpenedo. Mentre frequentava le medie, si è trasferito con la famiglia a Monselice (dove il padre aveva trovato lavoro) e si è diplomato perito termotecnico a Padova. Studente della Facoltà di Scienze politiche, ha sostenuto solo sei esami «durante le occupazioni del 1990 e del 1993». Ha cominciato a frequentare gli ambienti antagonisti della sinistra, prima presso il centro sociale "Pedro" di Padova, quindi al "Rivolta" di Porto Marghera, dove ha conosciuto Gianfranco Bettin e Giuseppe Caccia.
Nel 1999 si è candidato sindaco di Padova: nell'occasione, ottenendo 1 807 voti pari all'1,4% dei consensi. È stato leader del "movimento delle Tute Bianche", uno dei gruppi più discussi all'interno del movimento no-global, che nel luglio 2001 ha cambiato nome in "Disobbedienti". Negli anni successivi, il gruppo si è caratterizzato per le numerose iniziative di contestazione condotte ("blitz", violazioni simboliche).
Nella sua veste di leader dei Disobbedienti, Casarini ha guidato azioni di protesta, tra le altre, nei confronti delle agenzie di lavoro interinale, i centri di permanenza temporanea, la Costituzione europea, la guerra in Afghanistan e in Iraq, numerosi vertici internazionali, i treni ad alta velocità, la costruzione della nuova base USA a Vicenza. L'azione più nota in cui Casarini ha giocato un ruolo importante, sia sul campo sia nel rapporto con i mezzi di informazione nazionali, è senz'altro la contestazione del G8 di Genova: noto in precedenza soltanto all'interno del movimento e nella politica locale, Casarini è divenuto uno dei principali volti pubblici di quelle giornate nella sua veste di portavoce dei Disobbedienti, gruppo distinto dal Genoa Social Forum.
Fece scalpore, in particolare, la sua "dichiarazione di guerra" ai leader mondiali nei giorni che precedettero il vertice.
Candidato nel 1999 alle elezioni comunali di Padova, Casarini è stato un consulente del Ministro per la Solidarietà Sociale Livia Turco nel primo governo Prodi. I Disobbedienti hanno stretto rapporti di collaborazione con alcuni partiti dell'area della sinistra, in particolar modo i Verdi del Triveneto e con Rifondazione Comunista, instaurando, con quest'ultimo partito, un rapporto travagliato fatto di avvicinamenti e allontanamenti. Difatti aspre sono le divergenze tra verdi e comunisti nella zona di Marghera, dato che i verdi tendono a criticare le produzioni industriali mentre i comunisti tendono a voler salvaguardare i posti di lavoro degli operai. Duri e conflittuali, invece, i rapporti con le altre forze del centrosinistra (con l'eccezione del sindaco di Venezia Massimo Cacciari).

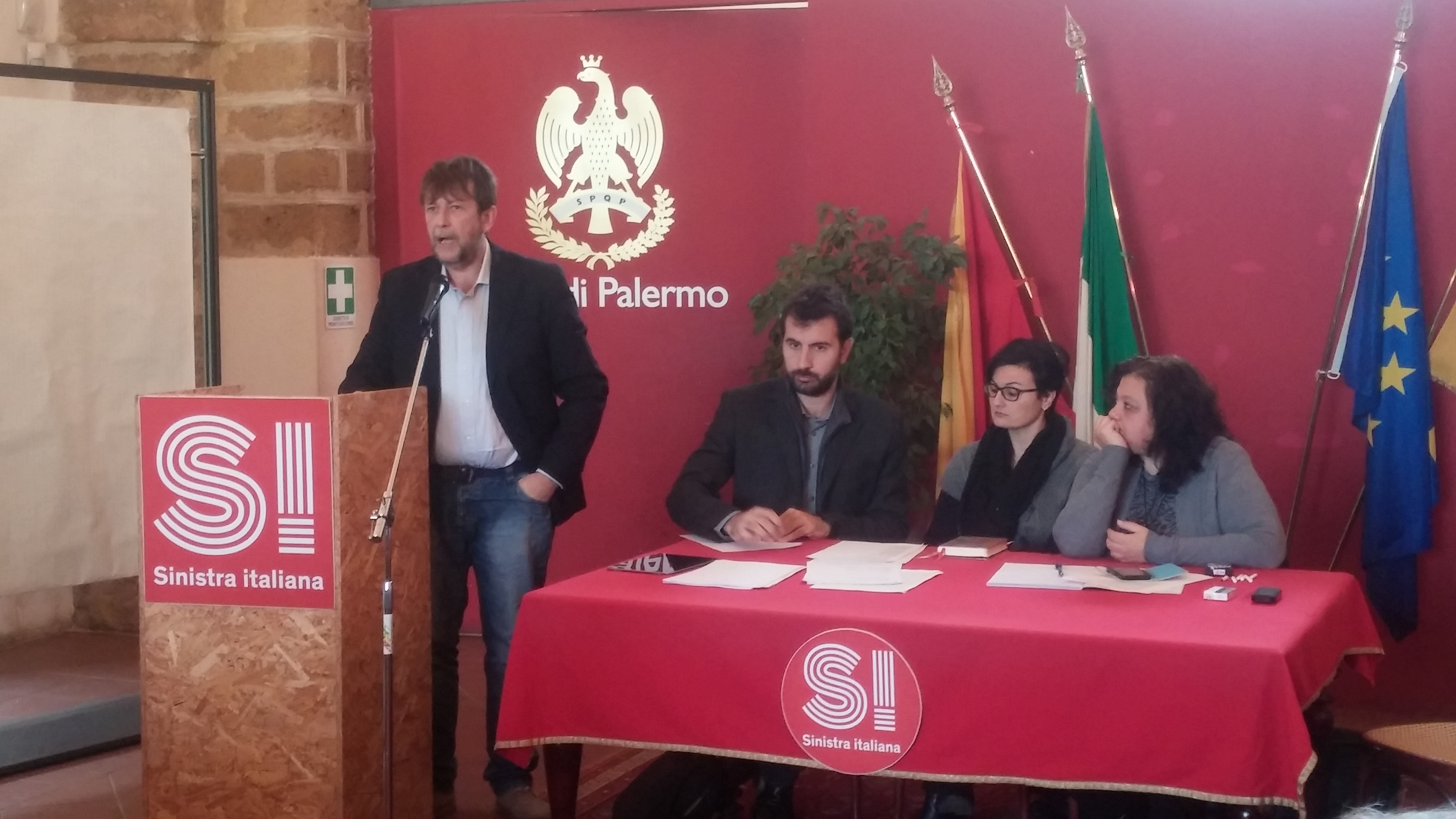
Casarini interviene al primo Congresso territoriale di Sinistra Italiana a Palermo (2017)

Non sempre idilliaci e anzi a volte caratterizzati da diversità di vedute i rapporti tra i Disobbedienti e le molte altre componenti del movimento altermondialista: nel 2003 gli ultrà delle Brigate Autonome Livornesi lo contestarono duramente a Livorno denunciando il suo volersi appropriare mediaticamente delle lotte messe in campo dai portuali livornesi e il Biotic Baking Brigade lanciò una torta in faccia a Casarini durante una sua missione newyorkese a Occupy Wall Street. 
Suscitò scalpore, nel 2008, la scelta di Casarini di pubblicare un romanzo con la Mondadori, casa editrice di proprietà della famiglia Berlusconi. Nel 2009 il Corriere della Sera pubblicò una intervista a Casarini nella quale annunciava di avere aperto una partita IVA per svolgere attività individuale di consulenza sul marketing e design pubblicitario a Palermo.
Nel marzo 2014 viene ufficializzata la sua candidatura al Parlamento Europeo nella lista L'Altra Europa con Tsipras nella Circoscrizione Italia centrale, ma non viene eletto con 11 916 voti. Il 29 marzo 2015 entra a far parte della presidenza nazionale di Sinistra Ecologia Libertà, il partito guidato da Nichi Vendola. Ha aderito al processo costituente di Sinistra Italiana, è stato membro del comitato promotore ed è membro della direzione nazionale del partito eletta al Congresso Fondativo di SI svoltosi a Rimini dal 17 al 19 febbraio 2017. Il 30 aprile 2017 è stato eletto con Bianca Guzzetta alla carica di segretario di Sinistra Italiana in Sicilia dal Congresso Regionale del Partito.
Nel marzo 2019 è il capo missione della nave Mar Jonio che ha recuperato 49 migranti al largo delle coste libiche e fatti sbarcare a Lampedusa. Il 22 marzo, dopo sette ore di interrogatorio, viene indagato con l’accusa di favoreggiamento dell’immigrazione clandestina e rifiutò di obbedire all’ordine imposto dalle autorità di arrestare l’imbarcazione.